# 法捷耶夫岛

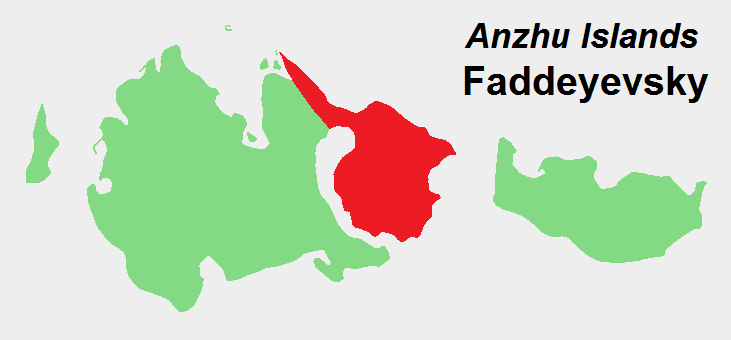
法捷耶夫岛位置

法捷耶夫岛位于俄罗斯北冰洋沿岸，属于新西伯利亚群岛中安茹群岛的岛屿。东与新西伯利亚岛隔布拉戈维申斯基海峡，南与大利亚霍夫岛隔桑尼科夫海峡。法捷耶夫岛总面积约5，300平方公里，为世界第47大岛。法捷耶夫岛最高点海拔65米。无常驻居民。该岛为纪念俄国工业家法捷耶夫而得名。